# Armthorpe
Armthorpe è un paese di 16.977 abitanti della contea del South Yorkshire, in Inghilterra.